# Södertälje valkrets
Södertälje valkrets var vid 1908 års riksdagsval till andra kammaren en egen valkrets med ett mandat. Vid införandet av proportionellt valsystem i valet 1911 avskaffades Södertälje valkrets och överfördes till den nybildade Stockholms läns södra valkrets.

## Riksdagsman
- Jakob Pettersson (1909-1911), lib s

## Valresultat

### 1908
| Andrakammarvalet i Sverige 1908: Södertälje valkrets | Andrakammarvalet i Sverige 1908: Södertälje valkrets | Andrakammarvalet i Sverige 1908: Södertälje valkrets | Andrakammarvalet i Sverige 1908: Södertälje valkrets | Andrakammarvalet i Sverige 1908: Södertälje valkrets |
| Kandidat                                             | Kandidat                                             | Röster                                               | Röster                                               | Röster                                               |
| Kandidat                                             | Kandidat                                             | Antal                                                | %                                                    | +− %                                                 |
| ---------------------------------------------------- | ---------------------------------------------------- | ---------------------------------------------------- | ---------------------------------------------------- | ---------------------------------------------------- |
|                                                      | Jakob Pettersson                                     | 532                                                  | 55,9                                                 |                                                      |
|                                                      | Adolf Molin (socialdemokrat)                         | 406                                                  | 42,7                                                 |                                                      |
|                                                      | Carl Oskar Gottfriedz (höger)                        | 13                                                   | 1,4                                                  |                                                      |
| Antal giltiga röster                                 | Antal giltiga röster                                 | 951                                                  |                                                      |                                                      |
| Kasserade röster                                     | Kasserade röster                                     | 0                                                    |                                                      |                                                      |
| Totalt                                               | Totalt                                               | 951                                                  |                                                      |                                                      |